# Лангенхорн (Северная Фризия)
Лангенхорн (нем. Langenhorn) — община в Германии, в земле Шлезвиг-Гольштейн.
Входит в состав района Северная Фризия. Подчиняется управлению Митлерес-Нордфрисланд. Население составляет 3091 человек (на 31 декабря 2010 года). Занимает площадь 47,4 км².
Официальным языком в населённом пункте, помимо немецкого, является севернофризский.